# باري ميرفي (لاعب كرة قدم أيرلندي)
باري ميرفي (بالإنجليزية: Barry Murphy)‏ (1 أبريل 1959 في جمهورية أيرلندا - ) هو لاعب كرة قدم أيرلندي في مركز الدفاع. شارك مع منتخب جمهورية أيرلندا لكرة القدم. أما مع النوادي، فقد لعب مع باتريك أتلتيك ونادي بوهيميان ونادي شامروك روفرز وKilkenny City A.F.C. ‏ وأثلون تاون ‏.

## وصلات خارجية
- باري ميرفي (لاعب كرة قدم أيرلندي) على موقع قاعدة بيانات كرة القدم.إي يو (الإنجليزية)
- باري ميرفي (لاعب كرة قدم أيرلندي) على موقع ناشيونال فوتبول تيمز (الإنجليزية)